# Tularemija
(sinonimi: Zečja vrućica; eng: Rabbit fever, Deer Fly fever)
Akutna bolest koja je obično karakterizirana primarnom lokalnom ulceroznom lezijom, regionalnim limfadenitisom, izraženim općim simptomima, tifoidnom febrilnom bolešću, bakterijemijom ili, povremeno, atipičnom pneumonijom. 

## Etiologija, epidemiologija i patologija
Uzročnik je Francisella tularensis, mali, pleomorfni, nepokretni, nesporogeni, aerobni bacil koji ulazi u tijelo ingestijom, inokulacijom, inhalacijom ili kontaminacijom. Može prodrijeti kroz prividno neoštećenu kožu, no moguće je da zapravo ulazi preko mikroskopskih oštećenja. Tip A je za ljude virulentniji serotip i nalazi se kod zečeva i glodavaca. Tip B obično uzrokuje blagu ulceroglandularnu infekciju i nalazi se u vodi i životinjama koje žive u vodi. Transmisija među životinjama jest preko artropoda koji sišu krv ili putem kanibalizma.
Najčešće se inficiraju lovci, mesari, seljaci, trgovci krznom i laboratorijski radnici. U zimskim mjesecima, većina je slučajeva posljedica kontakta sa zaraženim divljim zečevima (osobito pri deranju kože); u ljetnim mjesecima, do infekcije obično dolazi zbog kontakta s drugim zaraženim životinjama ili pticama ili zbog kontakta sa zaraženim krpeljima ili drugim artropodima. Rijetki su slučajevi posljedica ingestije nedovoljno kuhanoga zaraženoga mesa ili kontaminirane vode. Nije opisan interhumani prijenos. 
U diseminiranim slučajevima, širom tijela se mogu naći razasute karakteristične žarišne nekrotične lezije u različitim evolutivnim stadijima. Veličina im je od 1 mm do 8 cm; blijedožute su boje; na površini tijela vide se kao primarne lezije na prstima, oku ili u ustima; često se nalaze u limfnim čvorovima, slezeni, jetri, bubrezima i plućima. Kod pneumonije, žarišta nekroze se pojavljuju u plućima. Mikroskopski je žarišna nekroza okružena monocitima i mladim fibroblastima, oko kojih se nalaze velike nakupine limfocita. Iako je moguća pojava simptoma teškog sistemskog toksiciteta, nisu dokazani nikakvi toksini.

## Simptomi i znaci
Bolest počinje naglo, 1 do 10 (obično 2 do 4) dana nakon kontakta, s glavoboljom, zimicama, mučninom, povraćanjem, vrućicom od 39,5 ili 40 ˚C (103 ili 104 ˚F) i teškom prostracijom. Dolazi do izrazite opće slabosti, ponavljanih zimica i profuznog znojenja. Unutar 24 do 48 h na mjestu infekcije pojavljuje se inflamirana papula (na prstu, ruci, oku ili nepcu), osim kod glandularne ili tifoidne tularemije. Papula se brzo pretvara u pustulu i ulcerira, pa nastaje čisti ulkusni krater s oskudnim, seroznim, bezbojnim eksudatom. Ulkusi su na ekstremitetima obično pojedinačni, a u oku i ustima multipli. Obično je zahvaćeno samo jedno oko. Regionalni limfni čvorovi su povećani, a može doći i do supuracije, uz obilnu gnojnu sekreciju. Do 5. dana bolesti često se razvije tifoidno stanje, a kod bolesnika mogu postojati znaci atipične pneumonije, sa simptomima koji su slični onima kod ostalih pneumonija. Tularemična pneumonija može biti popraćena delirijem. Iako su kod tularemične pneumonije često prisutni znaci konsolidacije, jedini znaci mogu biti oslabljen šum disanja i povremeni hropci. Suhi, neproduktivni kašalj, povezan je s osjećajem žarenja iza prsne kosti. Nespecifični osip, sličan rozeoli, može se pojaviti u bilo kojem stadiju bolesti. Moguća je pojava splenomegalije i perisplenitisa. Leukocitoza je česta ali broj leukocita može biti i normalan s povećanjem samo proporcije polimorfonukleara. U neliječenim slučajevima temperatura ostaje povišena kroz 3 do 4 tjedna i postupno pada. Rijetke komplikacije su medijastinitis, apsces pluća i meningitis.

## Dijagnoza
Na dijagnozu ukazuje podatak o kontaktu sa zečevima ili divljim glodavcima ili o ekspoziciji artropodnim vektorima, uz nagli početak bolesti i prisutnost primarne lezije. Kod laboratorijskih infekcija često se radi o tifoidnom obliku bolesti ili o pneumoniji, bez primarne lezije, pa je dijagnoza teža. Dijagnoza se može postaviti i izolacijom organizma iz lezije, limfnog čvora ili sputuma, no taj je laboratorijski postupak potencijalno opasan. Budući da se radi o visoko infekcioznom organizmu, ne smije se pokušavati njegova izolacija u dijagnostičkom laboratoriju bez zaštitnih mjera. Potreban je krajnji oprez pri rukovanju inficiranim tkivom ili podlogama za kultivaciju. Testovi aglutinacije obično postaju pozitivni nakon 10. dana, a gotovo nikad prije 8. dana. Porast titra podupire dijagnozu. Serum bolesnika s brucelozom može reagirati pozitivno s antigenima F. tularensis, no obično u mnogo nižim titrovima. 

## Profilaksa, prognoza i liječenje
U endemskom području valja odjećom zaštititi kožu od krpelja, upotrebljavati repelente i pažljivo tražiti krpelje na koži. Pri manipuliranju sa zečevima i glodavcima, osobito u endemskim područjima, potrebno je nositi zaštitnu odjeću, gumene rukavice i maske. Krpelje treba odmah ukloniti s kože; mikroorganizmi mogu biti prisutni u fecesu životinja i krpelja, kao i na životinjskom krznu. Meso divljih ptica i divljači treba prije konzumiranja dobro skuhati, a potencijalno kontaminiranu vodu treba prije upotrebe dezinficirati. 
U liječenim slučajevima gotovo i nema smrtnosti, dok kod neliječenih slučajeva iznosi oko 6%. Smrt je obično posljedica preplavljujuće infekcije, pneumonije, meningitisa ili peritonitisa. Relapsi nisu česti ali su mogući kod neadekvatnog liječenja. Preboljena bolest pruža imunitet. 
Lijek izbora je streptomicin (0,5 gr IM svakih 12 h do normaliziranja temperature; nakon toga 0,5 gr na dan kroz 5 dana). Također je djelotvoran gentamicin 3 do 5 mg/kg/dan IM ili IV podijeljeno u 3 doze. Mogu se upotrijebiti kloramfenikol ili tetraciklin 500 mg PO svakih 6 h do pada temperature na normalne vrijednosti, a zatim 250 mg 4 puta na dan kroz 5 do 7 dana; s ova dva lijeka se ipak ponekad javljaju relapsi, a osim toga oni možda neće spriječiti supuraciju limfnog čvora. F. tularensis je osjetljiva in vitro na cefalosporine 3. generacije.  Kad je dijagnoza nejasna, a sumnja se na tularemiju, korisna inicijalna terapija sastoji se od cefotaksima 1 do 2 gr IV svakih 8 h ili ceftriaksona 1 gr IV svakih 12 h u kombinaciji sa streptomicinom ili gentamicinom u gore navedenim dozama. Suportivna terapija kod pneumonije ista je kao kod pneumokokne pneumonije. 
Oblozi fiziološke otopine povoljno djeluju na primarne kožne lezije i mogu smanjiti težinu limfangitisa i limfadenitisa. Veliki apscesi se mogu drenirati, no to je rijetko potrebno, osim kod kasno započete terapije. Kod okularne tularemije, stanovito olakšanje mogu pružiti primjena kompresa natopljenih toplom fiziološkom otopinom i nošenje tamnih naočala; u težim slučajevima može se u oko ukapati 2% homatropin, 1 do 2 kapi svaka 4 h. Jaka glavobolja obično popušta primjenom kodeina 15 do 60 mg PO ili SC svaka 3 do 4 h.